# Павелско
Павелско е село в Южна България. То се намира в община Чепеларе, област Смолян.

## География
Павелско се намира в историко-географската област Рупчос, разположена в централната част на Западните Родопи по горното течение на река Чая между рида Чернатица и Радюва планина, на надморската височина 730 m, на 1,5 km вляво от главния път Пловдив – Смолян до с. Хвойна. То отстои на 21 km от общинския център Чепеларе, на 47 km от областния център Смолян, на 32 km от курорта Пампорово, на 50 km от Пловдив и на 200 km от София.

## История
Павелско е най-старото село в Долен Рупчос. Първото му поселение не било на това място, където е сега, и е носело името на махалите, пръснати в околностите на селището. Намерените в района на селото археологически находки са доказателство, че там е имало поселища още в древността. При създаването на историческата карта на България за периода преди V в. от новата ера, от селата са отбелязани само Павелско и Гела. Още от римско време през селото са минавали пътни артерии от Пловдив за Беломорска Тракия. Според историка от началото на ХХ век Васил Миков в района на селището през средновековието има имот на Бачковския манастир, като за това сочи местния топоними Иверце. Павелско е заселено на днешното си място към 1660 г. от бегълци от с. Борово. То е най-голямото рупчоско село.

## Религии
Населението изповядва православното християнство. По време на османското владичество и гръцкия духовен гнет павелци останали със силна вяра в Бог и горди национални чувства. Израз на тази силна вяра е изграждането през 1834 г. на храм-паметник за бъдните поколения. Разрешение за строителството е дадено от турския султан с ферман, написан на персийско-арабски език, който се пази в архива на църквата. Срокът за строежа бил кратък. Съгласно наредбата на султана се давали само 40 дни. С героизма на това будно родопско население, с твърдата вяра и упование в Бог, срокът бил спазен и храмът построен. Днес черквата „Свети Спас“ привлича със своята монументалност – трикорабна базилика с по четири колони и с по пет свода във всеки кораб. Тя има три олтарни апсиди. Осветена е през 1836 г. на Илинден от митрополит Натанаил Пловдивски. Изграждането на камбанарията става през 1895 г. Тя е на 8 m от църквата, с височина 17 m и е на 5 етажа. Няма равна на себе си в Централните Родопи.
С писмо № VIII-538/23.09.1967 г. на ОНС – гр. Смолян, храмът е обявен за паметник на културата.
В селото и в неговите околности в различни години са изградени и 23 православни параклиса.

## Обществени институции
Кметство, поща.
В селото функционира целодневна детска градина и център от семеен тип за настаняване на деца.
През 1832 г. е открито първото килийно училище в Павелско. Сградата на сега действащото защитено ОУ „Цар Симеон I“ е открита на 15 септември 1937 г. и разполага с 20 учебни стаи и кабинети и построен до него през 1985 г. физкултурен салон.
Народно читалище „Алеко Константинов“ е основано на 6 декември 1880 г. и е едно от най-старите в Средните Родопи. Построената през 1947 – 1948 г. сграда разполага с голям салон с капацитет 350 места, библиотека и музейна сбирка. Библиотеката притежава повече от 10 000 тома. Читалището е център на духовния живот на селото и към него функционират смесен хор за родопски песни, група за хумор, клуб на краеведа, сдружение „Павелски родолюбец“, сдружение на занаятчиите.

## Редовни събития
- Ежегоден събор, включващ родови срещи, културни мероприятия и народни веселия, се организира всяка година на Възнесение Господне (Спасовден).

## Личности
- Димитър Маринов Бялев – Бялиолу (1840 – 1890) – депутат в третото велико народно събрание от Чепеларски район
- Никола Петков Бумбаров – Перич (1891 – 1965) – писател, краевед
- Георги Илиев Пашев (1908 – 2004) – писател, краевед
- чл.-кор. проф. д-р Илия Павлов Пашев (1910 – 1970) – микробиолог, първи ректор на сегашния Университет за хранителни технологии – Пловдив; зам.-председател на БАН
- доц. инж. Апостол Пашев (1914 – 1996) – председател на Държавния комитет за планиране; министър на снабдяването и държавните резерви; посланик на България в Алжир
- проф. д-р Атанас Джурджев (1941 – 2007) – кардиолог, ректор на МУ – Пловдив, национален консултант по кардиология
- акад. проф. д-р Илия Георгиев Пашев (1938 – 2020) – молекулярен биолог, академик на БАН
- проф. Атанас Атанасов Раденски (род. 1950 г.) – професор по информатика в университета Chapman, California, USA
- Борис Вулжев (1936 - 2016) – писател и поет
- Йордан Пидакев ( 1910г - 2007г ) - Шивач

## Други
- От селото има удобен път, който води за хижа Пашалийца.